# 520
| [ Edytuj tabelę ]          |                                                                                     |
| Król Aksum                 | - 520 Kaleb 540                                                                     |
| Cesarz Bizancjum           | - 518 Justyn I 527                                                                  |
| Cesarz Chin                | - 502 Liang Wudi 549                                                                |
| Król Franków               | - 511 Chlodomer 524 - 511 Childebert I 558 - 511 Teuderyk I 534 - 511 Chlotar I 561 |
| Król Kentu                 | - 512 Octa 522                                                                      |
| Patriarcha Konstantynopola | - 518 Jan II Kapadocki 520 - 520 Epifaniusz 535                                     |
| Władca Korei               | - 519 Anjang 531                                                                    |
| Król Mercji                | - 501 Cnebba (?) 566                                                                |
| Król Munsteru              | - 493 Eochaid 523                                                                   |
| Król Ostrogotów            | - 471 Teodoryk Wielki 526                                                           |
| Papież                     | - 514 Hormizdas 523                                                                 |
| Król Persji                | - 488 Kawad I 531                                                                   |
| Król Wandalów              | - 496 Trasamund 523                                                                 |
| Król Wessexu               | - 519 Cerdic 534                                                                    |
| Król Wizygotów             | - 511 Teodoryk Wielki 526                                                           |

Rok 520 / DXX
stulecia: V wiek ~
VI wiek ~
VII wiek

lata: 510 «
515 «
516 «
517 «
518 «
519 «
520
» 521
» 522
» 523
» 524
» 525
» 530

## Wydarzenia
- Odessa znalazła się pod panowaniem Awarów.
- Epifaniusz został wybrany patriarchą Konstantynopola.
- Zostało założone Królestwo Anglii Wschodniej.

## Urodzili się
- Justyn II, cesarz bizantyjski
- Tyberiusz II Konstantyn, cesarz wschodniorzymski
- Święta Sylwia, święta chrześcijańska, matka św. Grzegorza Wielkiego
- Radegunda z Turyngii, święta katolicka, królowa, mniszka, diakonisa, fundatorka i przełożona klasztoru Świętego Krzyża w Poitiers
- Teliaw, święty kościoła celtyckiego i katolickiego
- Marcin z Bragi, biskup katolicki

## Zmarli
- Izydor z Aleksandrii, grecki filozof
- Jan II Kapadocki, patriarcha Konstantynopola